# 藤原憲子
藤原 憲子(ふじわら の のりこ/けんし、？ー延応元年9月17日（1239年10月15日）)は、鎌倉時代前期の女官。従三位典侍。藤原範光の娘。母は上西門院女房備後と推測される（後述）。源有雅の妻で、子に源資雅がいる。順徳天皇の乳母を務めて岡前別当三位と呼ばれた。

## 経歴
建久7年（1197年）に守成親王（後の順徳天皇）が生まれた際に乳母として登用される。親王の生母である藤原重子（後の修明門院）は父・範光の従妹であり、その縁で登用されたと思われる。なお、通称である岡前（岡崎の別表記）は範光の別邸の所在地、別当は彼が検非違使別当を務めていたことによるものと思われる。
建永2年（1207年）正月に行われた土御門天皇の朝覲行幸の際に、憲子は東宮（守成親王）の乳母として従三位に叙せられた。その後、典侍に任じられているが、天皇の乳母が即位後に典侍に任じられる慣例があったため、承元4年（1210年）の順徳天皇の即位によるものと思われる。
夫の源有雅は順徳天皇の乳父として権中納言まで昇進するが、承久の乱では官軍の主将とされたことで戦後に処刑され、同様に順徳天皇の乳母子であった息子の資雅も幕府軍に捕らえられるが間もなく赦免された。
嘉禄3年1月30日（1227年2月17日）の未明に憲子が住んでいた仁和寺近くの屋敷に強盗が押し入り、彼女の衣服を全て剥いで丸裸にして去った。ところが、知らせを受けた左大臣徳大寺公継の生母である上西門院女房備後が仁和寺の憲子の元に駆け付けたところ、余りの有様に衝撃を受けて倒れ、そのまま亡くなってしまった（『明月記』）。ところが、強盗事件が発生していたこの日の未明（あるいは29日の夜）に徳大寺公継が病死しているのである。息子に先立たれた母親がその日のうちに他人の家に駆け付けてショック死する（当然のことながら公継の葬儀もまだ行われておらず、『明月記』の記主藤原定家は「喪家混合珍事」と表現）のは余りにも不自然であり、角田文衛は上西門院女房備後と憲子は相当特別な間柄で母娘であったとしか思えないと述べている。角田説に基づけば、上西門院女房備後が安元元年（1175年）に徳大寺実定との間に公継を儲けた事実は動かしがたいため、その後に何らかの事情で実定と別れて範光と結ばれて憲子を産んだものの、範光は建暦3年（1213年）に亡くなっていることから、晩年は公継の元で過ごしており、その公継が亡くなった直後に事件の知らせを受けたと推測される。
延応元年（1239年）に死去、前述の角田は62歳くらいで亡くなったのではないかと推測している。